# Aoi sanmyaku
Aoi sanmyaku (青い山脈, lit. montanhas azuis) é um filme japonês em preto e branco de 1949 dirigido por Tadashi Imai. É baseado no romance de mesmo nome do escritor japonês Yōjirō Ishizaka, que foi publicado pela primeira vez no ano de 1947.

## Sinopse
Depois de defender Shinko, uma estudante de uma escola secundária feminina rural, por iniciar um relacionamento com um garoto mais velho, a professora Yukiko, que acaba de ser transferida de Tóquio, encontra forte resistência e oposição de suas ideias modernas pelo corpo docente conservador da instituição em que leciona e dos aldeões.

## Elenco
| Ator              | Papel              |
| ----------------- | ------------------ |
| Setsuko Hara      | Yukiko Shimazaki   |
| Ryo Ikebe         | Rokusuke Kaneya    |
| Michiyo Kogure    | Umetaro/Tora Sasai |
| Yoko Sugi         | Shinko Terazawa    |
| Ichiro Ryuzaki    | Tamao Numata       |
| Setsuko Wakayama  | Kazuko Sasai       |
| Kamatari Fujiwara | Okamoto-san        |

## Produção e legado
Aoi sanmyaku foi lançado em duas partes, a primeira parte foi distribuída em 19 de julho de 1949, e a segunda parte uma semana depois, e, na época, recebeu enorme aclamação da crítica especializada e do público.
A música tema do filme, muito popular no Japão, foi cantada por Ichiro Fujiyama e Mitsue Nara. O romance de Ishizaka foi adaptado novamente em 1957, 1975 e 1988.

## Recepção
O cineasta japonês Akira Kurosawa citou este filme como um de seus 100 filmes favoritos.